# Alberto Ramos
Alberto Ramos Sesma (ur. 25 maja 1907 w Zanatepec, zm. 17 marca 1967) – meksykański zawodnik polo, członek reprezentacji Meksyku na letnich igrzyskach olimpijskich w 1936 roku, brązowy medalista olimpijski.
Na Letnich Igrzyskach Olimpijskich 1936 w Berlinie zdobył brązowy medal po zwycięstwie z Węgrami w meczu o trzecie miejsce. Były to jego jedyne igrzyska olimpijskie. Zespół razem z nim tworzyli Juan Gracía, Antonio Nava i Julio Mueller.